# 翠微山遗址
翠微山遗址，位于山西省临汾市大宁县城关镇翠微山(俗称南山)山颠，是中华人民共和国山西省文物保护单位之一。
1996年1月12日，授予山西省文物保护单位，是一座古遗址。